# Cristiano Zanetti
Cristiano Zanetti (Carrara, Provincia de Massa y Carrara, Italia, 14 de abril de 1977) es un exfutbolista italiano. Jugaba de centrocampista y su último equipo fue el Brescia Calcio de Italia.

## Selección nacional
Ha sido internacional con la Selección de fútbol de Italia en 17 ocasiones y ha marcado 1 gol. Debutó el 7 de noviembre de 2001, en un encuentro amistoso ante la selección de Japón que finalizó con marcador de 1-1.

### Participaciones en Copas del Mundo
| Mundial                        | Sede                  | Resultado    |
| ------------------------------ | --------------------- | ------------ |
| Copa Mundial de Fútbol de 2002 | Corea del Sur & Japón | 8.º de final |

## Clubes
| Club            | País   | Año       |
| --------------- | ------ | --------- |
| Fiorentina      | Italia | 1994-1996 |
| Venezia         | Italia | 1996-1997 |
| Reggiana        | Italia | 1997-1998 |
| Inter de Milán  | Italia | 1998      |
| Cagliari Calcio | Italia | 1998-1999 |
| AS Roma         | Italia | 1999-2001 |
| Inter de Milán  | Italia | 2001-2006 |
| Juventus FC     | Italia | 2006-2009 |
| Fiorentina      | Italia | 2009-2011 |
| Brescia Calcio  | Italia | 2011-2012 |

## Palmarés

### Campeonatos nacionales
| Título              | Club                | País   | Año     |
| ------------------- | ------------------- | ------ | ------- |
| Copa de Italia      | A. C. F. Fiorentina | Italia | 1995-96 |
| Serie A             | A. S. Roma          | Italia | 2000-01 |
| Copa de Italia      | Inter de Milán      | Italia | 2004-05 |
| Supercopa de Italia | Inter de Milán      | Italia | 2005    |
| Serie A             | Inter de Milán      | Italia | 2005-06 |
| Copa de Italia      | Inter de Milán      | Italia | 2005-06 |
| Serie B             | Juventus F. C.      | Italia | 2006-07 |

### Copas internacionales
| Título          | Equipo              | País   | Año  |
| --------------- | ------------------- | ------ | ---- |
| Eurocopa Sub-21 | Selección de Italia | Italia | 2000 |